# Cantons de Finisterre

Districtes i cantons del Finisterre

Fins al 2015 els Cantons de Finisterre (Bretanya) eren 54 i s'agrupaven en quatre districtes:
- Districte de Brest (20 cantons - sotsprefectura: Brest) :
cantó de Brest-Bellevue - cantó de Brest-Cavale-Blanche-Bohars-Guilers - cantó de Brest-Centre - cantó de Brest-Kerichen - cantó de Brest-L'Hermitage-Gouesnou - cantó de Brest-Lambezellec - cantó de Brest-Plouzané - cantó de Brest-Recouvrance - cantó de Brest-Saint-Marc - cantó de Brest-Saint-Pierre - cantó de Daoulas - cantó de Guipavas - cantó de Landerneau - cantó de Lannilis - cantó de Lesneven - cantó d'Ouessant - cantó de Plabennec - cantó de Ploudalmézeau - cantó de Ploudiry - cantó de Saint-Renan

- Districte de Châteaulin (7 cantons - sotsprefectura: Châteaulin) :
cantó de Carhaix-Plouguer - cantó de Châteaulin - cantó de Châteauneuf-du-Faou - cantó de Crozon - cantó de Le Faou - cantó d'Huelgoat - cantó de Pleyben

- Districte de Morlaix (10 cantons - sotsprefectura: Morlaix) :
cantó de Landivisiau - cantó de Lanmeur - cantó de Morlaix - cantó de Plouescat - cantó de Plouigneau - cantó de Plouzévédé - cantó de Saint-Pol-de-Léon - cantó de Saint-Thégonnec - cantó de Sizun - cantó de Taulé

- Districte de Quimper (17 cantons - prefectura: Quimper) :
cantó d'Arzano - cantó de Bannalec - cantó de Briec - cantó de Concarneau - cantó de Douarnenez - cantó de Fouesnant - cantó de Guilvinec - cantó de Plogastel-Saint-Germain - cantó de Pont-Aven - cantó de Pont-Croix - cantó de Pont-l'Abbé - cantó de Quimper-1 - cantó de Quimper-2 - cantó de Quimper-3 - cantó de Quimperlé - cantó de Rosporden - cantó de Scaër

L'any 2015 va entrar en vigor una redistribució cantonal, resultant-ne els següents 27 cantons: 
Brest-1, Brest-2, Brest-3,Brest-4, Brest-5, Briec, Carhaix-Plouguer, Concarneau, Crozon, Douarnenez, Fouesnant, Guipavas, Landerneau, Landivisiau, Lesneven, Moëlan-sur-Mer, Morlaix, Plabennec, Plonéour-Lanvern, Plouigneau, Pont-de-Buis-lès-Quimerch, Pont-l'Abbé, Quimper-1, Quimper-2, Quimperlé, Saint-Pol-de-Léon, i Saint-Renan.